# انوار درخشان در تفسیر قرآن
انوار درخشان در تفسیر قرآن کتابی است در هجده جلد تألیف سید محمد حسینی همدانی نجفی (متولد ۱۳۲۲ ق) به زبان فارسی در تفسیر قرآن. این تفسیر شیعی با تلفیقی از روش‌های فلسفی، عرفانی، اخلاقی و نقلی در طی ۲۴ سال نگاشته شده‌است.

## نویسنده
سید محمد حسینی همدانی نجفی در سال ۱۳۲۲ قمری در نجف به دنیا آمد. پدرش از شاگردان آخوند خراسانی و سیدمحمد کاظم یزدی بوده است. سیدمحمد در سال ۱۳۳۰ به همدان رفت و وارد حوزه علمیه شد. در سال ۱۳۴۳ به نجف رفته و نزد سیدمحمد هادی میلانی و عماد رشتی سطوح را گذراند. سپس در سال ۱۳۴۳ در کلاس اصول میرزا محمد حسین نائینی شرکت کرد و با دختر وی ازدواج نمود. وی پس از شرکت در کلاس های محمدحسین غروی اصفهانی، سیدحسین بادکوبه ای، ضیاء عراقی، محمدکاظم شیرازی و درس اخلاق سیدعبدالغفار مازندرانی به همدان بازگشت. در آنجا تدریس و امامت نماز جماعت در مسجد کولانج را به عهده گرفت و کتب زیادی در زمینه اصول، حدیث و تفسیر نوشت. وی در سال ۱۳۷۵ شمسی در همدان فوت کرد و پیکرش در مشهد حرم علی ابن موسی الرضا دفن گردید.

## ساختار
نویسنده ابتدا چند آیه وابسته به یکدیگر را آورده و سپس خلاصه ترجمه آنها را می‌نویسد. آنگاه به شرح آنها می‌پردازد و رابطه آنها را با آیات قبلی و بعدی بیان می‌کند. سپس آیه را از نظر ادبی، صرف و نحو، بلاغت و لغات تحلیل می‌کند. نویسنده در پایان به احادیثی که گواهی بر روش تفسیر وی هستند یا توضیح بیشتری در مورد آیه می‌دهند؛ می‌پردازد.

## ویژگی ها
از ویژگی های این تفسیر توجه به اخبار و روایات تفسیری اهل بیت می‌باشد. همچنین نویسنده در بعضی از موارد به توضیحات لغوی و نحوی و بیان لطایف و اشارات درباره آیه‌ها پرداخته‌است.

## مخاطبین کتاب
به گفته برخی منابع «مخاطبان تفسیر، افراد آگاه و آشنا با اصطلاحات علوم اسلامی و ادبیات عرب و اهل مطالعه در رشته تفسیر هستند، نه توده مردم.»
سیده عاطفه قرشی کتابی در «بررسی مبانی و روش‌شناسی» این تفسیر نگاشته‌است.

## چاپ
این تفسیر در هجده جلد به اهتمام محمدباقر بهبودی در تهران انتشار یافت.

## نرم‌افزار
کتابخانه مجلس ایران در سال ۱۳۹۱ خبر از انتشار نرم‌افزار این تفسیر را داده‌است.